# Saborna džamija u Isfahanu
Saborna džamija u Isfahanu (perzijski:  مسجد جامع اصفهان‎, Masdžid-e Džame) je džamija u povijesnom središtu Isfahana koja može se promatrati kao fantastična ilustracija evolucije džamija tijekom više od 12 stoljeća, s početkom od 841. godine. Ona je najstarija sačuvana građevina takve vrste u Iranu i prototip za kasnije džamije diljem srednje Azije. Zbog toga je upisana na UNESCO-ov popis mjesta svjetske baštine u Aziji 2012. godine

## Povijest
Godine 1051., Isfahan je postao prijestolnica Seldžučkog Carstva, koji su došli u Horezm i Transoksaniju iz Središnje Azije u 11. stoljeću. Branitelji sunizma su željeli obnoviti Abasidski Kalifat, a prvi Togrulov arhitektonski kompleks bila je obnova Saborne džamije u Isfahanu. Naime, ugledni povjesničar i geograf, Jakut al-Hamavi, navodi kako su Isfahanci bili prisiljeni srušiti staru džamiju "zbog nedostatka drva" tijekom seldžučke opsade.
Seldžuci su isplanirali svoj gradski centar i trg u blizini postojeće džamije, tako da je njihov trg bio omeđen sjevernom stranom kompleksa. Kasnije je safavidski vladar Abas I. nadmašio ovo seldžučko središte svojim trgom Nakš-e Džahan iz 1602. godine, učinkovito okrećući žarišnu točku grada južnije.

## Odlike
Kompleks, koji obuhvaća više od 20.000 m², također je prvi primjer islamske zgrade koja je prilagodila dizajn sasanidske palače s četiri građevine oko zajedničkog kvadratičnog dvorišta u islamsku sakralnu arhitekturu. Njegova četiri nadsvođena portala (ajvana) gledaju jedan prema drugome u središnjem otvorenom dvorištu promjera 60 x 70 metara.
Također, njegove dvo-opnaste rebraste kupole predstavljaju arhitektonsku inovaciju koja je inspirirala graditelje u cijeloj regiji. Južna kupola od raskošne opeke iznad mihraba (tzv. Gunbad-e Harka ili "smeđa kupola") iz oko 1087. godine, izgrađena tijekom seldžučke vlasti, djelo je vezira Nizam al-Mulka. Površine od 101 m² i visinom od 20 metara, u svoje vrijeme bila je najveća kupola na svijetu.
Kompleks također posjeduje izuzetne dekorativne pojedinosti koji predstavljeju stilska kretanja islamske umjetnosti tijekom više od tisuću godina. Tako je štukom raskošno urešeni mihrab iz 1310. godine, ispod zapadnih arkada, naručio mongolski kan Oldžeitu, dok je safavidski doprinos bio izgradnja niša, minareta i ukrašavanje zidova keramičkim pločicama s mozaičkim kaligrafskim natpisima koji se skladno uklapaju u arhitektonsku cjelinu.
- Južni ajvan
- Seldžučka molitvena dvorana
- Unutrašnjost sjeverne kupole
- Stupovi i lukovi hipostilne dvorane
- Kaligrafski natpisi na zapadnom ajvanu

## Vanjske poveznice
- Saborna džamija u Isfahanu na archnet.org (engl.)